# Biortogonální spline vlnky

Biortogonální spline vlnka 2,2 (CDF 5/3) použitá ve standardu JPEG 2000.

Biortogonální spline vlnky neboli vlnky Cohen-Daubechies-Feauveau (CDF) jsou rodinou symetrických biortogonálních vlnek odvozených v roce 1992 A. Cohenem, I. Daubechiesovou a J. C. Feauveauem. Tyto vlnky nemají explicitní vyjádření. Jejich hlavní aplikací je komprese obrazu. Jsou použity ve standardu komprese obrazu JPEG 2000, videa Dirac a otisků prstů FBI Fingerprint Image Compression Standard.
Vlastnosti
- symetrické
- biortogonální (nejsou ortogonální)
- různá délka filtrů (počet koeficientů)
- kompaktní nosiče různé délky
- vlnky {\displaystyle \psi } mají nulové momenty